# Municipio de Williams (condado de Wayne)
El municipio de Williams (en inglés: Williams Township) es un municipio ubicado en el condado de Wayne en el estado estadounidense de Misuri. En el año 2010 tenía una población de 874 habitantes y una densidad poblacional de 5,28 personas por km².

## Geografía
El municipio de Williams se encuentra ubicado en las coordenadas 36°58′46″N 90°33′56″O / 36.97944, -90.56556. Según la Oficina del Censo de los Estados Unidos, el municipio tiene una superficie total de 165.46 km², de la cual 164,63 km² corresponden a tierra firme y (0,5 %) 0,83 km² es agua.

## Demografía
Según el censo de 2010, había 874 personas residiendo en el municipio de Williams. La densidad de población era de 5,28 hab./km². De los 874 habitantes, el municipio de Williams estaba compuesto por el 97,25 % blancos, el 0,11 % eran afroamericanos, el 0,8 % eran amerindios y el 1,83 % eran de una mezcla de razas. Del total de la población el 0,34 % eran hispanos o latinos de cualquier raza.